# ۲۵۴ (عدد)
۲۵۴ یک عدد طبیعی است که بعد از ۲۵۳ و قبل از ۲۵۵ قرار دارد.